# Departamento de Transporte de Colorado
El Departamento de Transporte de Colorado (en inglés: Colorado Department of Transportation, CDOT) es la agencia estatal gubernamental encargada en la construcción y mantenimiento de las carreteras estatales y federales del estado de Colorado. La sede de la agencia se encuentra ubicada en Denver, Colorado. La agencia fue creada en 1917 y actualmente cuenta con más de 3,300 empleados por todo el estado.